# Crassocephalum
Crassocephalum é um género botânico pertencente à família Asteraceae.